# Championnat du monde masculin de curling 1972
Navigation
Édition précédente Édition suivante
Le Championnat du monde masculin de curling 1972 (nom officiel : Air Canada Silver Broom) est le 14e championnat du monde masculin de curling.

Il a été organisé en Allemagne dans la ville de Garmisch-Partenkirchen dans l'Olympic Eisstadion du 19 au 21 mars 1972.
C'est lors de la finale de ce championnat qu'a eu lieu un incident connu sous le nom de malédiction de LaBonte.

## Équipes
| Canada | États-Unis                                                                                               | Allemagne                                                                                                  | Écosse |
| Fort Rouge CC, Winnipeg, Manitoba Skip: Orest Meleschuk Third: Dave Romano Second: John Hanesiak Lead: Pat Hailley | Grafton CC, Dakota du Nord Skip: Robert LaBonte Third: Frank Aasand Second: John Aasand Lead: Ray Morgan | EC Oberstdorf Skip: Manfred Räderer Third: Peter Jacoby Second: Peder Ledosquet Lead: Hansjörg Jacoby      | Hamilton & Thornyhill CC, Hamilton Skip: Alex F. Torrance Third: Alex A. Torrance Second: Robert Kirkland Lead: Jimmy Waddell |
| Suisse | Norvège                                                                                                  | France | Suède |
| Dübendorf CC Fourth: Peter Attinger, Jr. Third: Bernhard Attinger Skip: Peter Attinger, Sr.* Lead: Ernst Bosshard  | Stabekk CC, Oslo Skip: Knut Bjaanaes Third: Sven Kroken Second: Per Dammen Lead: Kjell Ulrichsen         | Mont d' Arbois CC, Megève Skip: Pierre Boan Third: André Mabboux Second: André Tronc Lead: Gérard Pasquier | Djursholms CK, Stockholm Skip: Kjell Oscarius Third: Tom Schaeffer Second: Bengt Oscarius Lead: Claes-Göran "Boa" Carlma      |

*Throws third rocks.

## Classement
| Pays       | Skip                | V | D |
| ---------- | ------------------- | - | - |
| Canada     | Orest Meleschuk     | 7 | 0 |
| États-Unis | Robert LaBonte      | 4 | 3 |
| Allemagne  | Manfred Räderer     | 4 | 3 |
| Écosse     | Alex F. Torrance    | 4 | 3 |
| Suisse     | Peter Attinger, Jr. | 4 | 3 |
| Norvège    | Knut Bjaanaes       | 3 | 4 |
| France     | Pierre Boan         | 2 | 5 |
| Suède      | Kjell Oscarius      | 0 | 7 |

*Légende: V = Victoire - D = Défaite

## Résultats

### Match 1
| Équipes            | 1 | 2 | 3 | 4 | 5 | 6 | 7 | 8 | 9 | 10 | Total |
| ------------------ | - | - | - | - | - | - | - | - | - | -- | ----- |
| Canada (Meleschuk) | – | – | – | – | – | – | – | – | – | –  | 11    |
| Suisse (Attinger)  | – | – | – | – | – | – | – | – | – | –  | 6     |

| Équipes             | 1 | 2 | 3 | 4 | 5 | 6 | 7 | 8 | 9 | 10 | Total |
| ------------------- | - | - | - | - | - | - | - | - | - | -- | ----- |
| Écosse (Torrance)   | – | – | – | – | – | – | – | – | – | –  | 7     |
| Allemagne (Räderer) | – | – | – | – | – | – | – | – | – | –  | 5     |

| Équipes          | 1 | 2 | 3 | 4 | 5 | 6 | 7 | 8 | 9 | 10 | Total |
| ---------------- | - | - | - | - | - | - | - | - | - | -- | ----- |
| France (Boan)    | – | – | – | – | – | – | – | – | – | –  | 7     |
| Suède (Oscarius) | – | – | – | – | – | – | – | – | – | –  | 6     |

| Équipes              | 1 | 2 | 3 | 4 | 5 | 6 | 7 | 8 | 9 | 10 | Total |
| -------------------- | - | - | - | - | - | - | - | - | - | -- | ----- |
| États-Unis (LaBonte) | – | – | – | – | – | – | – | – | – | –  | 7     |
| Norvège (Bjaanaes)   | – | – | – | – | – | – | – | – | – | –  | 5     |

### Match 2
| Équipes           | 1 | 2 | 3 | 4 | 5 | 6 | 7 | 8 | 9 | 10 | Total |
| ----------------- | - | - | - | - | - | - | - | - | - | -- | ----- |
| Écosse (Torrance) | – | – | – | – | – | – | – | – | – | –  | 5     |
| Suède (Oscarius)  | – | – | – | – | – | – | – | – | – | –  | 3     |

| Équipes              | 1 | 2 | 3 | 4 | 5 | 6 | 7 | 8 | 9 | 10 | Total |
| -------------------- | - | - | - | - | - | - | - | - | - | -- | ----- |
| Canada (Meleschuk)   | – | – | – | – | – | – | – | – | – | –  | 11    |
| États-Unis (LaBonte) | – | – | – | – | – | – | – | – | – | –  | 1     |

| Équipes            | 1 | 2 | 3 | 4 | 5 | 6 | 7 | 8 | 9 | 10 | Total |
| ------------------ | - | - | - | - | - | - | - | - | - | -- | ----- |
| Suisse (Attinger)  | – | – | – | – | – | – | – | – | – | –  | 10    |
| Norvège (Bjaanaes) | – | – | – | – | – | – | – | – | – | –  | 4     |

| Équipes             | 1 | 2 | 3 | 4 | 5 | 6 | 7 | 8 | 9 | 10 | Total |
| ------------------- | - | - | - | - | - | - | - | - | - | -- | ----- |
| Allemagne (Räderer) | – | – | – | – | – | – | – | – | – | –  | 7     |
| France (Boan)       | – | – | – | – | – | – | – | – | – | –  | 6     |

### Match 3
| Équipes              | 1 | 2 | 3 | 4 | 5 | 6 | 7 | 8 | 9 | 10 | Total |
| -------------------- | - | - | - | - | - | - | - | - | - | -- | ----- |
| États-Unis (LaBonte) | – | – | – | – | – | – | – | – | – | –  | 9     |
| Suisse (Attinger)    | – | – | – | – | – | – | – | – | – | –  | 3     |

| Équipes             | 1 | 2 | 3 | 4 | 5 | 6 | 7 | 8 | 9 | 10 | Total |
| ------------------- | - | - | - | - | - | - | - | - | - | -- | ----- |
| Allemagne (Räderer) | – | – | – | – | – | – | – | – | – | –  | 9     |
| Suède (Oscarius)    | – | – | – | – | – | – | – | – | – | –  | 3     |

| Équipes           | 1 | 2 | 3 | 4 | 5 | 6 | 7 | 8 | 9 | 10 | Total |
| ----------------- | - | - | - | - | - | - | - | - | - | -- | ----- |
| Écosse (Torrance) | – | – | – | – | – | – | – | – | – | –  | 6     |
| France (Boan)     | – | – | – | – | – | – | – | – | – | –  | 5     |

| Équipes            | 1 | 2 | 3 | 4 | 5 | 6 | 7 | 8 | 9 | 10 | Total |
| ------------------ | - | - | - | - | - | - | - | - | - | -- | ----- |
| Canada (Meleschuk) | – | – | – | – | – | – | – | – | – | –  | 8     |
| Norvège (Bjaanaes) | – | – | – | – | – | – | – | – | – | –  | 7     |

### Match 4
| Équipes            | 1 | 2 | 3 | 4 | 5 | 6 | 7 | 8 | 9 | 10 | Total |
| ------------------ | - | - | - | - | - | - | - | - | - | -- | ----- |
| Écosse (Torrance)  | – | – | – | – | – | – | – | – | – | –  | 6     |
| Norvège (Bjaanaes) | – | – | – | – | – | – | – | – | – | –  | 4     |

| Équipes            | 1 | 2 | 3 | 4 | 5 | 6 | 7 | 8 | 9 | 10 | Total |
| ------------------ | - | - | - | - | - | - | - | - | - | -- | ----- |
| Canada (Meleschuk) | – | – | – | – | – | – | – | – | – | –  | 11    |
| France (Boan)      | – | – | – | – | – | – | – | – | – | –  | 5     |

| Équipes              | 1 | 2 | 3 | 4 | 5 | 6 | 7 | 8 | 9 | 10 | Total |
| -------------------- | - | - | - | - | - | - | - | - | - | -- | ----- |
| Allemagne (Räderer)  | – | – | – | – | – | – | – | – | – | –  | 9     |
| États-Unis (LaBonte) | – | – | – | – | – | – | – | – | – | –  | 6     |

| Équipes           | 1 | 2 | 3 | 4 | 5 | 6 | 7 | 8 | 9 | 10 | Total |
| ----------------- | - | - | - | - | - | - | - | - | - | -- | ----- |
| Suisse (Attinger) | – | – | – | – | – | – | – | – | – | –  | 6     |
| Suède (Oscarius)  | – | – | – | – | – | – | – | – | – | –  | 4     |

### Match 5
| Équipes              | 1 | 2 | 3 | 4 | 5 | 6 | 7 | 8 | 9 | 10 | Total |
| -------------------- | - | - | - | - | - | - | - | - | - | -- | ----- |
| France (Boan)        | – | – | – | – | – | – | – | – | – | –  | 10    |
| États-Unis (LaBonte) | – | – | – | – | – | – | – | – | – | –  | 8     |

| Équipes           | 1 | 2 | 3 | 4 | 5 | 6 | 7 | 8 | 9 | 10 | Total |
| ----------------- | - | - | - | - | - | - | - | - | - | -- | ----- |
| Suisse (Attinger) | – | – | – | – | – | – | – | – | – | –  | 8     |
| Écosse (Torrance) | – | – | – | – | – | – | – | – | – | –  | 7     |

| Équipes            | 1 | 2 | 3 | 4 | 5 | 6 | 7 | 8 | 9 | 10 | Total |
| ------------------ | - | - | - | - | - | - | - | - | - | -- | ----- |
| Norvège (Bjaanaes) | – | – | – | – | – | – | – | – | – | –  | 4     |
| Suède (Oscarius)   | – | – | – | – | – | – | – | – | – | –  | 3     |

| Équipes             | 1 | 2 | 3 | 4 | 5 | 6 | 7 | 8 | 9 | 10 | Total |
| ------------------- | - | - | - | - | - | - | - | - | - | -- | ----- |
| Canada (Meleschuk)  | – | – | – | – | – | – | – | – | – | –  | 9     |
| Allemagne (Räderer) | – | – | – | – | – | – | – | – | – | –  | 4     |

### Match 6
| Équipes            | 1 | 2 | 3 | 4 | 5 | 6 | 7 | 8 | 9 | 10 | Total |
| ------------------ | - | - | - | - | - | - | - | - | - | -- | ----- |
| Canada (Meleschuk) | – | – | – | – | – | – | – | – | – | –  | 8     |
| Suède (Oscarius)   | – | – | – | – | – | – | – | – | – | –  | 6     |

| Équipes            | 1 | 2 | 3 | 4 | 5 | 6 | 7 | 8 | 9 | 10 | Total |
| ------------------ | - | - | - | - | - | - | - | - | - | -- | ----- |
| Norvège (Bjaanaes) | – | – | – | – | – | – | – | – | – | –  | 8     |
| France (Boan)      | – | – | – | – | – | – | – | – | – | –  | 3     |

| Équipes             | 1 | 2 | 3 | 4 | 5 | 6 | 7 | 8 | 9 | 10 | Total |
| ------------------- | - | - | - | - | - | - | - | - | - | -- | ----- |
| Allemagne (Räderer) | – | – | – | – | – | – | – | – | – | –  | 9     |
| Suisse (Attinger)   | – | – | – | – | – | – | – | – | – | –  | 5     |

| Équipes              | 1 | 2 | 3 | 4 | 5 | 6 | 7 | 8 | 9 | 10 | Total |
| -------------------- | - | - | - | - | - | - | - | - | - | -- | ----- |
| Écosse (Torrance)    | – | – | – | – | – | – | – | – | – | –  | 4     |
| États-Unis (LaBonte) | – | – | – | – | – | – | – | – | – | –  | 5     |

### Match 7
| Équipes             | 1 | 2 | 3 | 4 | 5 | 6 | 7 | 8 | 9 | 10 | Total |
| ------------------- | - | - | - | - | - | - | - | - | - | -- | ----- |
| Norvège (Bjaanaes)  | – | – | – | – | – | – | – | – | – | –  | 7     |
| Allemagne (Räderer) | – | – | – | – | – | – | – | – | – | –  | 5     |

| Équipes              | 1 | 2 | 3 | 4 | 5 | 6 | 7 | 8 | 9 | 10 | Total |
| -------------------- | - | - | - | - | - | - | - | - | - | -- | ----- |
| États-Unis (LaBonte) | – | – | – | – | – | – | – | – | – | –  | 10    |
| Suède (Oscarius)     | – | – | – | – | – | – | – | – | – | –  | 6     |

| Équipes            | 1 | 2 | 3 | 4 | 5 | 6 | 7 | 8 | 9 | 10 | Total |
| ------------------ | - | - | - | - | - | - | - | - | - | -- | ----- |
| Canada (Meleschuk) | – | – | – | – | – | – | – | – | – | –  | 10    |
| Écosse (Torrance)  | – | – | – | – | – | – | – | – | – | –  | 7     |

| Équipes           | 1 | 2 | 3 | 4 | 5 | 6 | 7 | 8 | 9 | 10 | Total |
| ----------------- | - | - | - | - | - | - | - | - | - | -- | ----- |
| Suisse (Attinger) | – | – | – | – | – | – | – | – | – | –  | 6     |
| France (Boan)     | – | – | – | – | – | – | – | – | – | –  | 5     |

### Tiebreak
| Équipes           | 1 | 2 | 3 | 4 | 5 | 6 | 7 | 8 | 9 | 10 | Total |
| ----------------- | - | - | - | - | - | - | - | - | - | -- | ----- |
| Écosse (Torrance) | – | – | – | – | – | – | – | – | – | –  | 9     |
| Suisse (Attinger) | – | – | – | – | – | – | – | – | – | –  | 6     |

### Playoffs
|  | Demi-finales | Demi-finales |        |    | Finale | Finale |
|  | Demi-finales | Demi-finales |        |    | Finale | Finale |
|  |              |              |        |    |        |        |
|  |              |              |        |    |        |        |
|  |              |              |        |    |        |        |
|  | Canada       | 8            |        |    |        |        |
|  | Canada       | 8            |        |    |        |        |
|  | Écosse       | 3            |        |    |        |        |
|  | Écosse       | 3            | Canada | 10 |        |        |
|  |              |              | Canada | 10 |        |        |
|  |              | États-Unis   | 9      |    |        |        |
|  | Allemagne    | États-Unis   | 9      | 4  |        |        |
|  | Allemagne    |              |        | 4  |        |        |
|  | États-Unis   | 9            |        |    |        |        |
|  | États-Unis   | 9            |        |    |        |        |

#### Demi-finales
| Équipes            | 1 | 2 | 3 | 4 | 5 | 6 | 7 | 8 | 9 | 10 | Total |
| ------------------ | - | - | - | - | - | - | - | - | - | -- | ----- |
| Canada (Meleschuk) | – | – | – | – | – | – | – | – | – | –  | 8     |
| Écosse (Torrance)  | – | – | – | – | – | – | – | – | – | –  | 3     |

| Équipes              | 1 | 2 | 3 | 4 | 5 | 6 | 7 | 8 | 9 | 10 | Total |
| -------------------- | - | - | - | - | - | - | - | - | - | -- | ----- |
| Allemagne (Räderer)  | – | – | – | – | – | – | – | – | – | –  | 4     |
| États-Unis (LaBonte) | – | – | – | – | – | – | – | – | – | –  | 9     |

#### Finale
| Équipes              | 1 | 2 | 3 | 4 | 5 | 6 | 7 | 8 | 9 | 10 | 11 | Total |
| -------------------- | - | - | - | - | - | - | - | - | - | -- | -- | ----- |
| Canada (Meleschuk)   | 2 | 0 | 2 | 1 | 0 | 2 | 0 | 0 | 2 | 2  | 1  | 10    |
| États-Unis (LaBonte) | 0 | 1 | 0 | 0 | 2 | 0 | 2 | 2 | 0 | 0  | 0  | 9     |

| Champion du monde de curling 1972 |
| --------------------------------- |
| Canada 12e titre                  |